# Lista dos cem municípios mais populosos do Brasil (2022)
Esta é uma lista dos cem municípios mais populosos do Brasil. Os dados que seguem estão em conformidade à lista publicada pelo Instituto Brasileiro de Geografia e Estatística (IBGE), de acordo com a estimativa para 2022.
O Brasil é uma república federativa presidencialista localizada na América do Sul, formada pela união de 26 estados federados e por um distrito federal, divididos em 5 570 municípios. Além do território continental, o Brasil também possui alguns grandes grupos de ilhas no oceano Atlântico, como o Atol das Rocas, um complexo de pequenas ilhas e corais pertencentes ao estado do Rio Grande do Norte; os arquipélagos de Fernando de Noronha e São Pedro e São Paulo, territórios estaduais de Pernambuco e Trindade e Martim Vaz, no Espírito Santo. Com 8,52 milhões de quilômetros quadrados de área, equivalente a 47% do território sul-americano, e com 203 080 756 habitantes, o país possui a quinta maior área territorial do planeta e o sétimo maior contingente populacional do mundo.
Na lista, as capitais aparecem em negrito. Com exceção de Florianópolis (Santa Catarina) e Vitória (Espírito Santo), todas as capitais são os municípios mais populosos de seus estados. Guarulhos, na concentração urbana de São Paulo, era o município não capital mais populoso do Brasil, e Campinas, no interior paulista, o município mais populoso do interior do país.

## Municípios

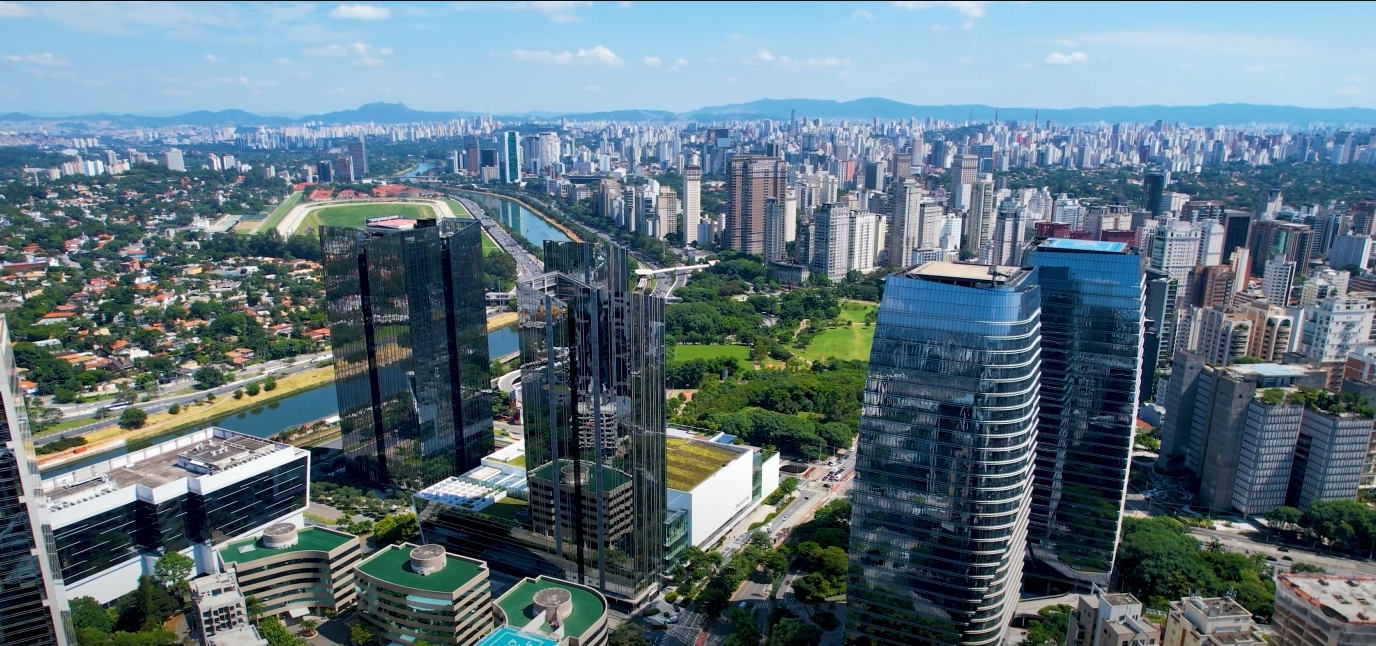
São Paulo (1º)

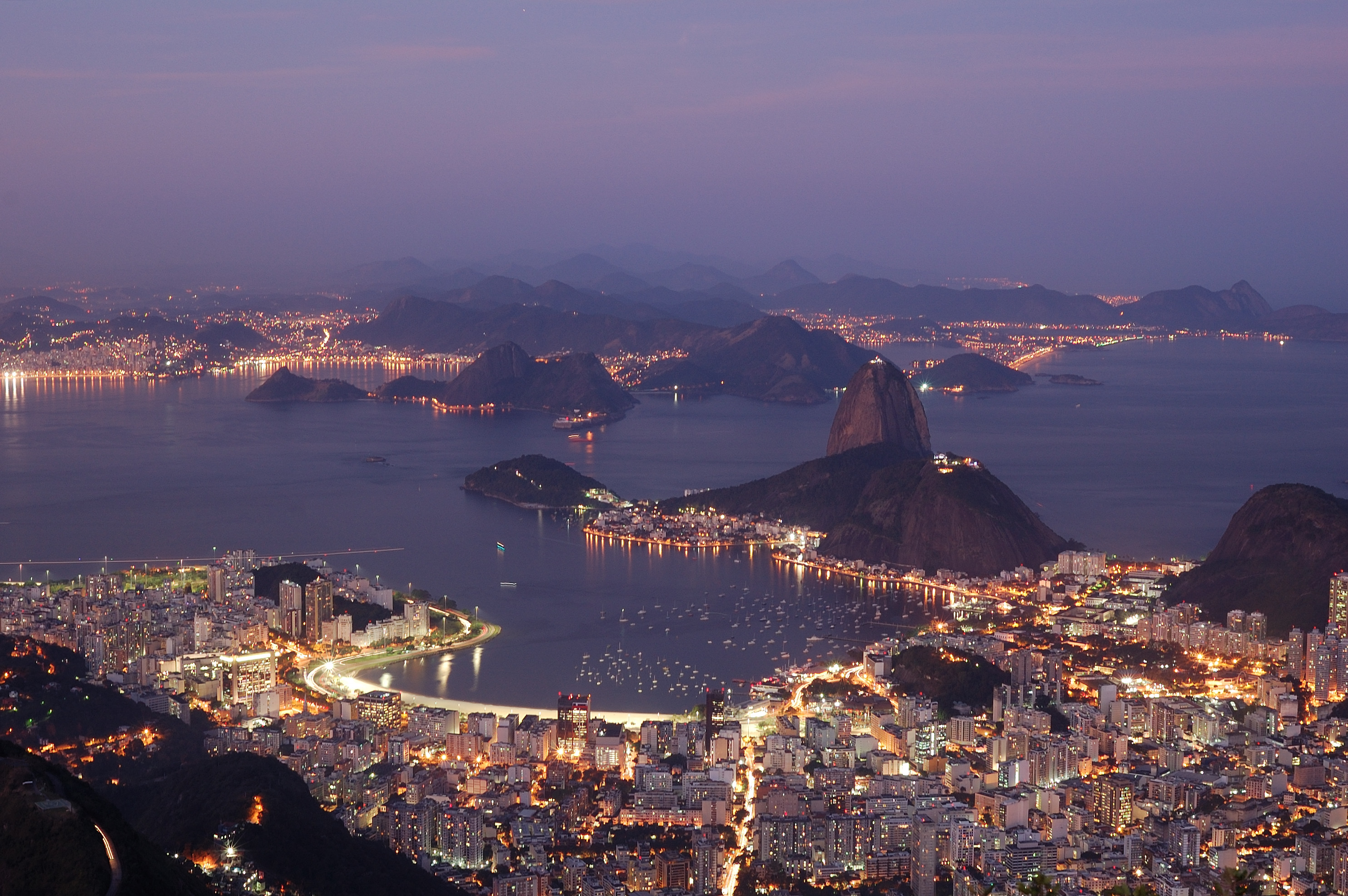
Rio de Janeiro (2º)

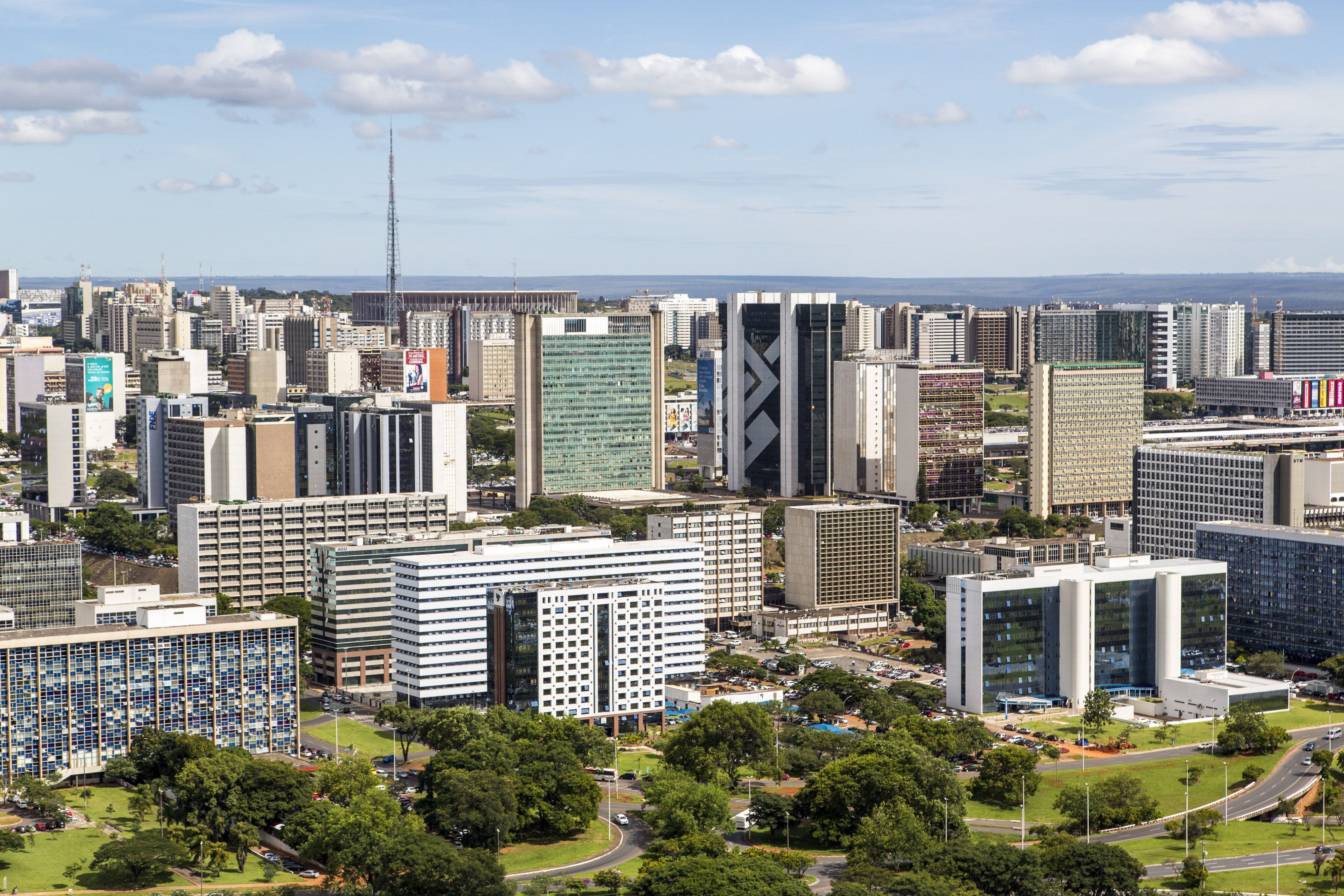
Brasília (3º)

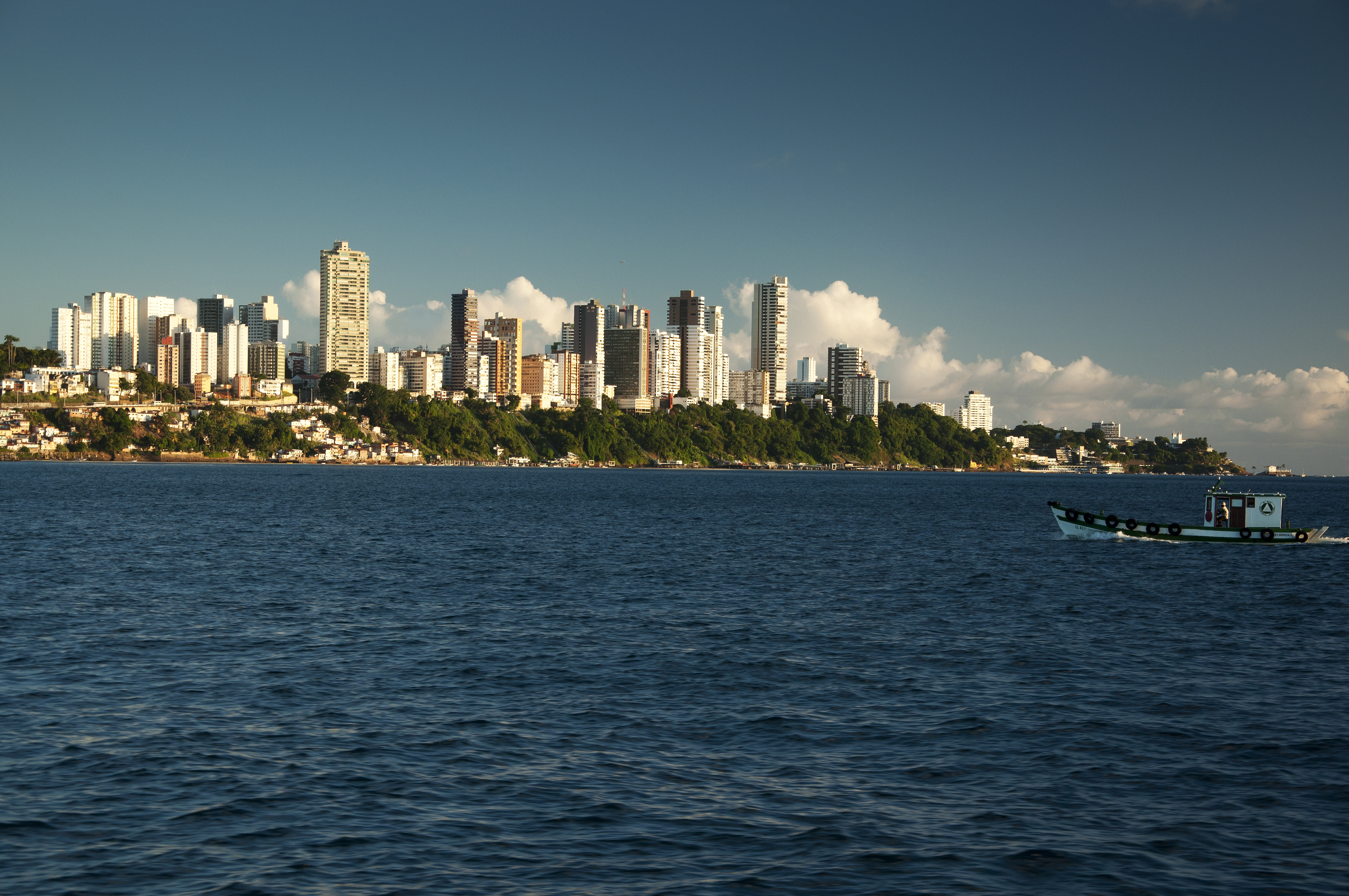
Salvador (4º)

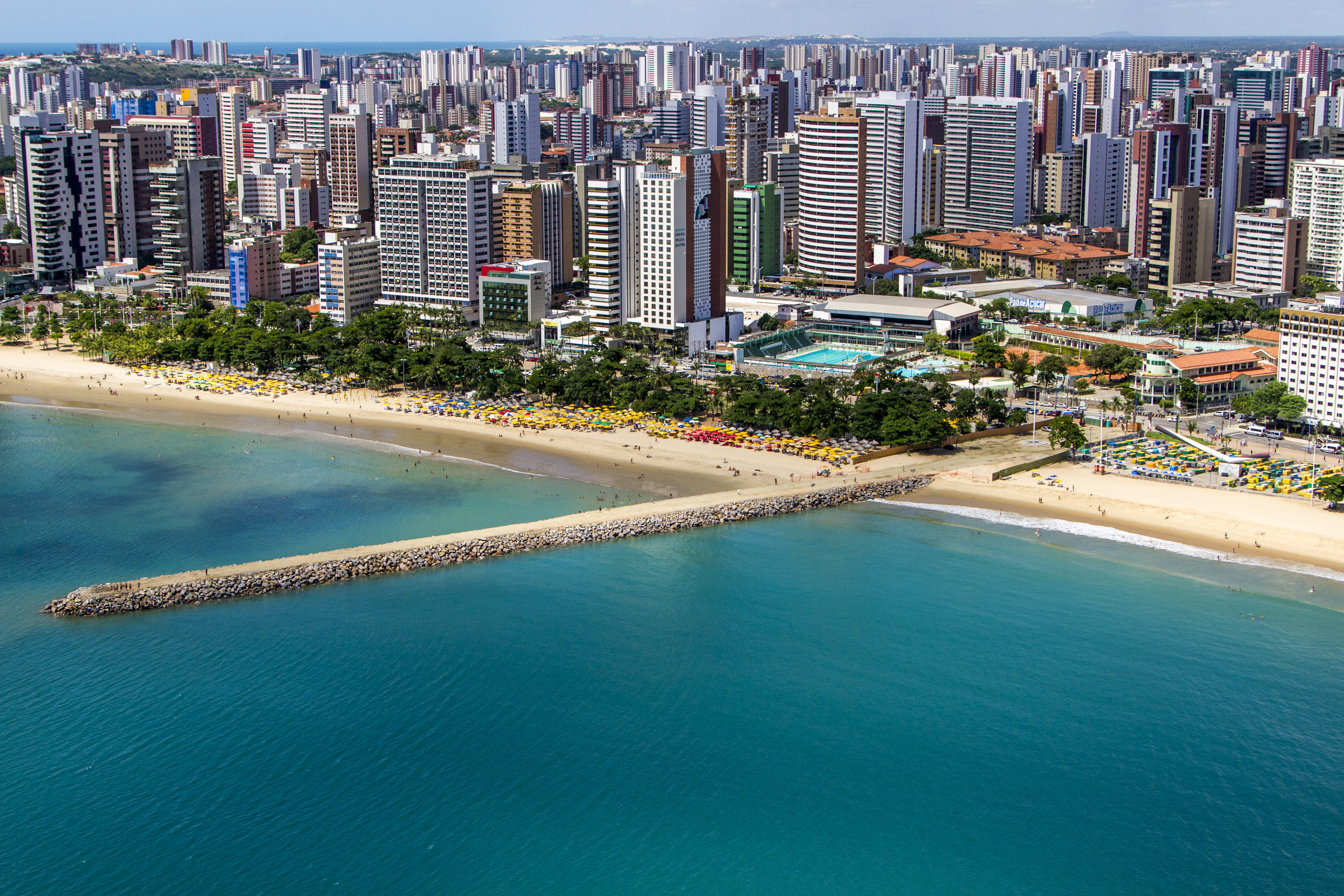
Fortaleza (5º)

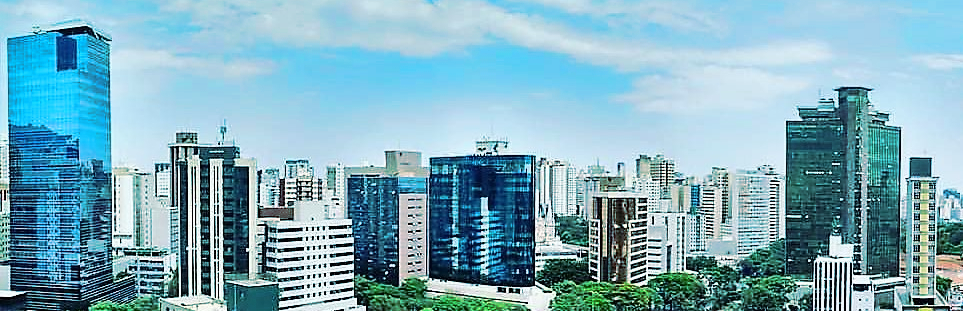
Belo Horizonte (6º)

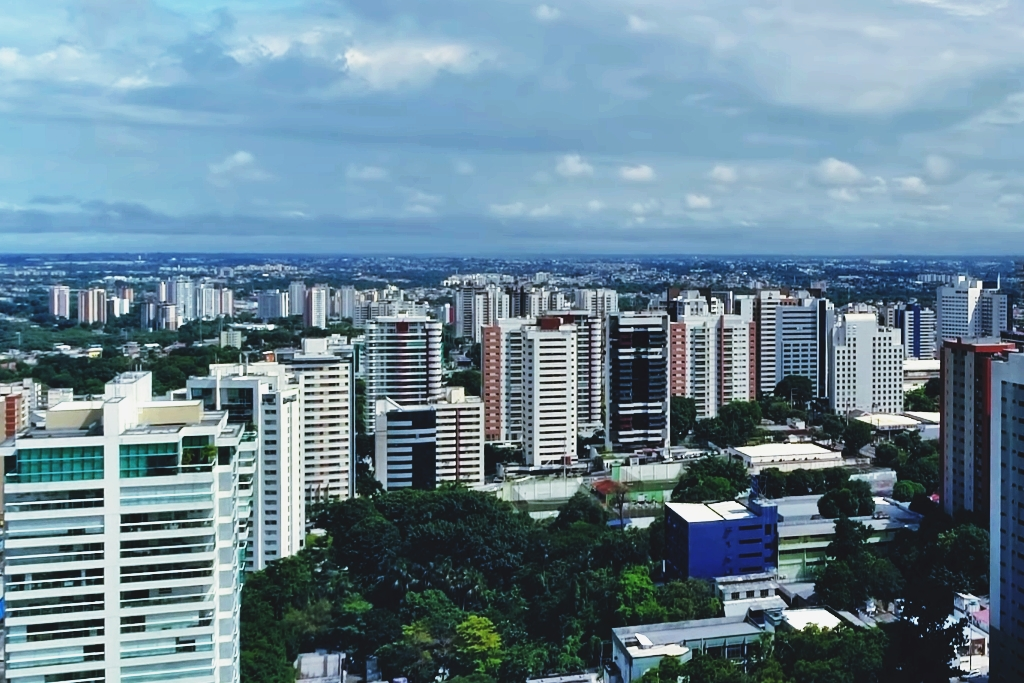
Manaus (7º)

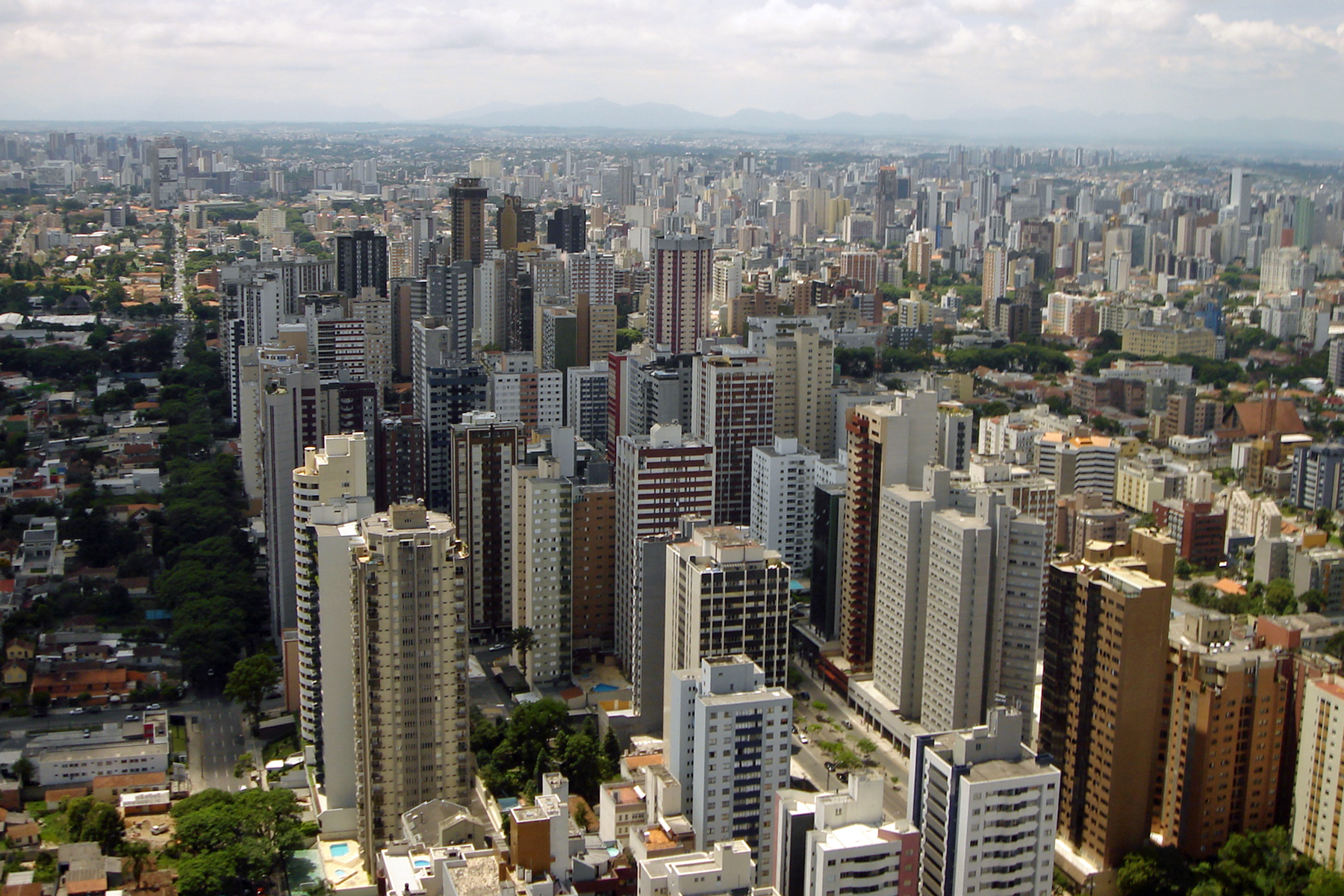
Curitiba (8º)

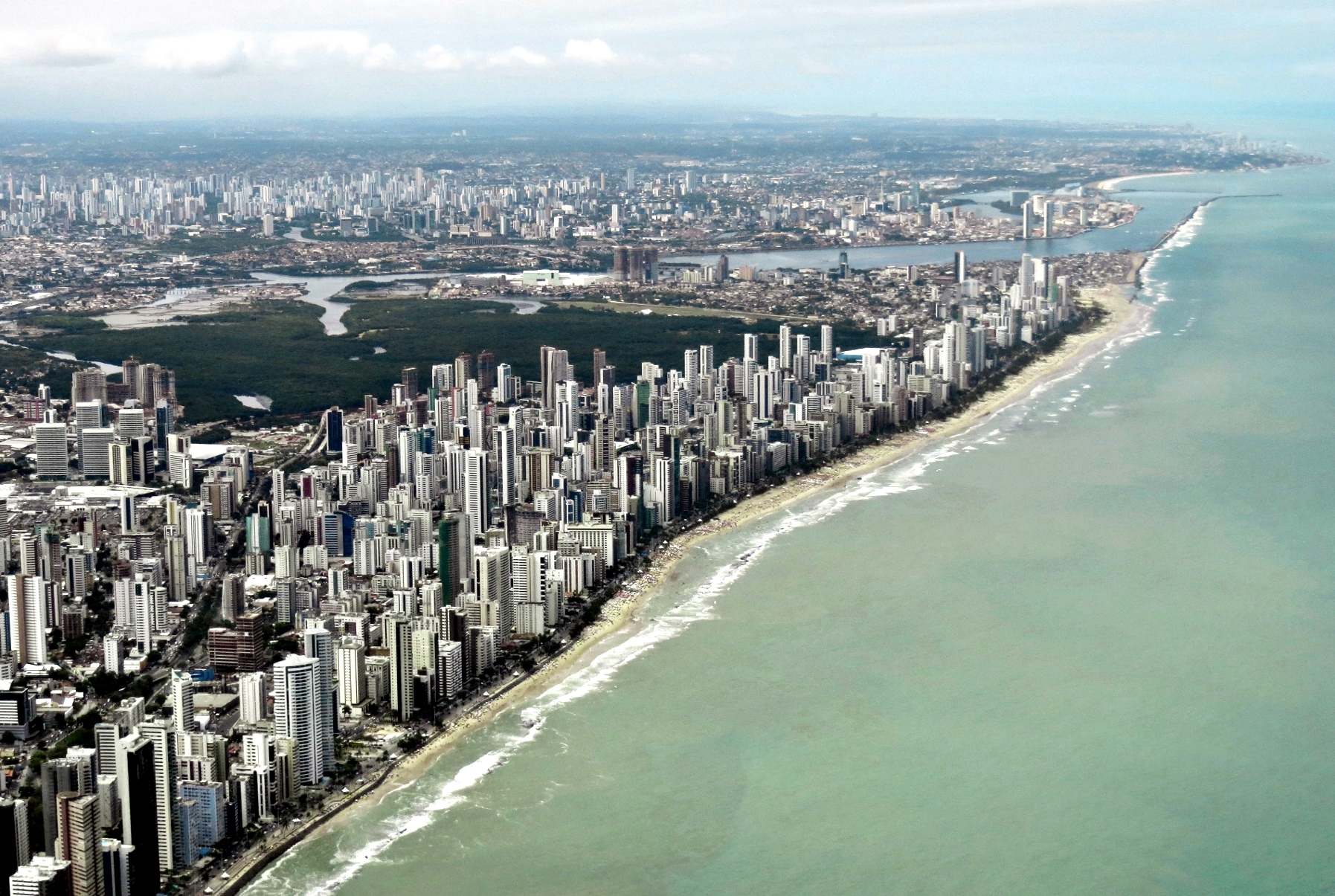
Recife (9º)

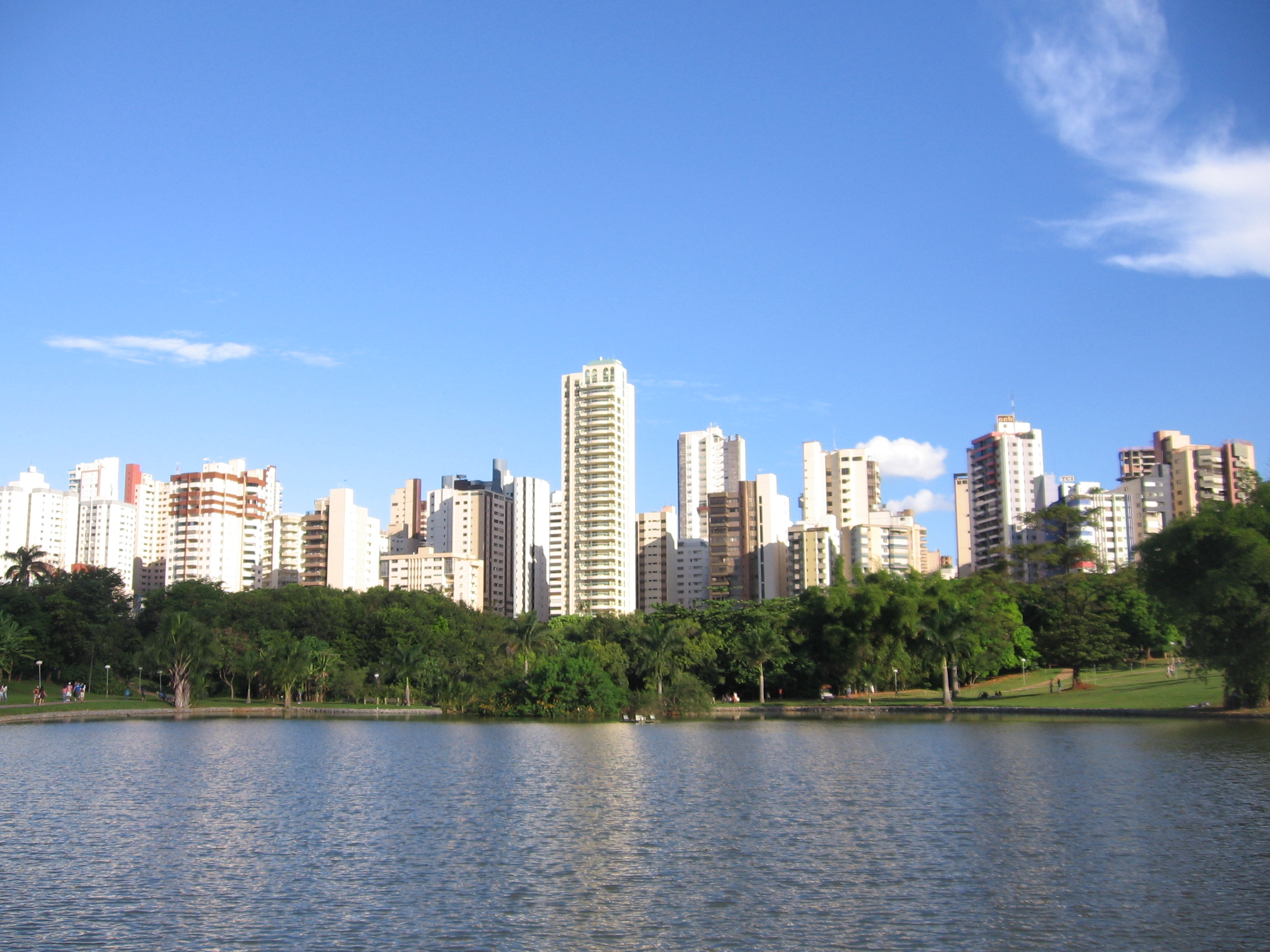
Goiânia (10º)

| Pos | Município               | Unidade federativa  | População  |
| --- | ----------------------- | ------------------- | ---------- |
| 1   | São Paulo               | São Paulo           | 11 451 245 |
| 2   | Rio de Janeiro          | Rio de Janeiro      | 6 211 423  |
| 3   | Brasília                | Distrito Federal    | 2 817 068  |
| 4   | Fortaleza               | Ceará               | 2 428 678  |
| 5   | Salvador                | Bahia               | 2 418 005  |
| 6   | Belo Horizonte          | Minas Gerais        | 2 315 560  |
| 7   | Manaus                  | Amazonas            | 2 063 547  |
| 8   | Curitiba                | Paraná              | 1 773 733  |
| 9   | Recife                  | Pernambuco          | 1 488 920  |
| 10  | Goiânia                 | Goiás               | 1 437 237  |
| 11  | Porto Alegre            | Rio Grande do Sul   | 1 332 570  |
| 12  | Belém                   | Pará                | 1 303 389  |
| 13  | Guarulhos               | São Paulo           | 1 291 784  |
| 14  | Campinas                | São Paulo           | 1 138 309  |
| 15  | São Luís                | Maranhão            | 1 037 775  |
| 16  | Maceió                  | Alagoas             | 957 916    |
| 17  | Campo Grande            | Mato Grosso do Sul  | 897 938    |
| 18  | São Gonçalo             | Rio de Janeiro      | 896 744    |
| 19  | Teresina                | Piauí               | 866 300    |
| 20  | João Pessoa             | Paraíba             | 833 932    |
| 21  | São Bernardo do Campo   | São Paulo           | 810 729    |
| 22  | Duque de Caxias         | Rio de Janeiro      | 808 152    |
| 23  | Nova Iguaçu             | Rio de Janeiro      | 785 882    |
| 24  | Natal                   | Rio Grande do Norte | 751 300    |
| 25  | Santo André             | São Paulo           | 748 919    |
| 26  | Osasco                  | São Paulo           | 743 432    |
| 27  | Sorocaba                | São Paulo           | 723 574    |
| 28  | Uberlândia              | Minas Gerais        | 713 232    |
| 29  | Ribeirão Preto          | São Paulo           | 698 259    |
| 30  | São José dos Campos     | São Paulo           | 697 428    |
| 31  | Cuiabá                  | Mato Grosso         | 650 912    |
| 32  | Jaboatão dos Guararapes | Pernambuco          | 643 759    |
| 33  | Contagem                | Minas Gerais        | 621 865    |
| 34  | Joinville               | Santa Catarina      | 616 323    |
| 35  | Feira de Santana        | Bahia               | 616 279    |
| 36  | Aracaju                 | Sergipe             | 602 757    |
| 37  | Londrina                | Paraná              | 555 937    |
| 38  | Juiz de Fora            | Minas Gerais        | 540 756    |
| 39  | Florianópolis           | Santa Catarina      | 537 213    |
| 40  | Aparecida de Goiânia    | Goiás               | 527 550    |
| 41  | Serra                   | Espírito Santo      | 520 649    |
| 42  | Campos dos Goytacazes   | Rio de Janeiro      | 483 551    |
| 43  | Belford Roxo            | Rio de Janeiro      | 483 087    |
| 44  | Niterói                 | Rio de Janeiro      | 481 758    |
| 45  | São José do Rio Preto   | São Paulo           | 480 439    |
| 46  | Ananindeua              | Pará                | 478 778    |
| 47  | Vila Velha              | Espírito Santo      | 467 722    |
| 48  | Caxias do Sul           | Rio Grande do Sul   | 463 338    |
| 49  | Porto Velho             | Rondônia            | 460 413    |
| 50  | Mogi das Cruzes         | São Paulo           | 449 955    |
| 51  | Jundiaí                 | São Paulo           | 443 116    |
| 52  | Macapá                  | Amapá               | 442 933    |
| 53  | São João de Meriti      | Rio de Janeiro      | 440 962    |
| 54  | Piracicaba              | São Paulo           | 423 323    |
| 55  | Campina Grande          | Paraíba             | 419 379    |
| 56  | Santos                  | São Paulo           | 418 608    |
| 57  | Mauá                    | São Paulo           | 418 261    |
| 58  | Montes Claros           | Minas Gerais        | 414 240    |
| 59  | Boa Vista               | Roraima             | 413 486    |
| 60  | Betim                   | Minas Gerais        | 411 859    |
| 61  | Maringá                 | Paraná              | 409 657    |
| 62  | Anápolis                | Goiás               | 398 817    |
| 63  | Diadema                 | São Paulo           | 393 237    |
| 64  | Carapicuíba             | São Paulo           | 387 121    |
| 65  | Petrolina               | Pernambuco          | 386 786    |
| 66  | Bauru                   | São Paulo           | 379 146    |
| 67  | Caruaru                 | Pernambuco          | 378 052    |
| 68  | Vitória da Conquista    | Bahia               | 370 868    |
| 69  | Itaquaquecetuba         | São Paulo           | 369 275    |
| 70  | Rio Branco              | Acre                | 364 756    |
| 71  | Blumenau                | Santa Catarina      | 361 261    |
| 72  | Ponta Grossa            | Paraná              | 358 367    |
| 73  | Caucaia                 | Ceará               | 355 679    |
| 74  | Cariacica               | Espírito Santo      | 353 510    |
| 75  | Franca                  | São Paulo           | 352 537    |
| 76  | Olinda                  | Pernambuco          | 349 976    |
| 77  | Praia Grande            | São Paulo           | 349 935    |
| 78  | Cascavel                | Paraná              | 348 051    |
| 79  | Canoas                  | Rio Grande do Sul   | 347 657    |
| 80  | Paulista                | Pernambuco          | 342 167    |
| 81  | Uberaba                 | Minas Gerais        | 337 846    |
| 82  | Santarém                | Pará                | 331 937    |
| 83  | São Vicente             | São Paulo           | 329 844    |
| 84  | Ribeirão das Neves      | Minas Gerais        | 329 794    |
| 85  | São José dos Pinhais    | Paraná              | 329 222    |
| 86  | Pelotas                 | Rio Grande do Sul   | 325 689    |
| 87  | Vitória                 | Espírito Santo      | 322 869    |
| 88  | Barueri                 | São Paulo           | 316 473    |
| 89  | Taubaté                 | São Paulo           | 310 739    |
| 90  | Suzano                  | São Paulo           | 307 364    |
| 91  | Palmas                  | Tocantins           | 302 692    |
| 92  | Camaçari                | Bahia               | 299 579    |
| 93  | Várzea Grande           | Mato Grosso         | 299 472    |
| 94  | Limeira                 | São Paulo           | 291 869    |
| 95  | Guarujá                 | São Paulo           | 287 634    |
| 96  | Juazeiro do Norte       | Ceará               | 286 120    |
| 97  | Foz do Iguaçu           | Paraná              | 285 415    |
| 98  | Sumaré                  | São Paulo           | 279 546    |
| 99  | Petrópolis              | Rio de Janeiro      | 278 881    |
| 100 | Cotia                   | São Paulo           | 273 640    |